# Три камена
Три камена, Остатовички камен или Три сестре исти је назив за три камена блока, која представљају јединствено место и планинарску атракцију. Налазе се на путу између Бабушнице и Гаџин Хана, на падинама Суве планине изнад села Остатовица.
Са Три камена се пружа сјајан поглед на Горње Заплање, планину Kрушевицу изнад Великог Боњинца и црнотравске планине Грамаду и Острозуб. Из Туристичке организације Бабушница су поставили путоказе, док бабушнички планинари чисте и одржавају стазу. Ипак, са фантастичним погледом на околину, представља све чешћу дестинацију љубитеља природе из околине, али и целе земље.

## Легенде
О настанку овог место круже више легенди и не зна се да ли је природни феномен или дело човека, мада мештани углавном верују да су настале природним путем, ерозијом земљишта које је окруживало три камена блока висине око два и по метра.
Неки га називају и Девојачки камен јер се по старој легенди на том месту скривала девојка из Остатовице, након што су јој оца убили Турци. По другој, у питању је временски сат који су користили Римљани. Постојао је и четврти камен који је временом пао. Четири камена су означавала четири годишња доба. Међусобно су бацали сенку тако да су означавали почетак сваког годишњег доба. Прича подсећа на чувени Стонхенџ у Енглеској.
Место је годинама било и на мети разних трагача за златом, тако да је доста трагова ако их је и било уништено, али камене плоче које стоје усправно су и даље на истом месту.